# الرسم المصغر المركب

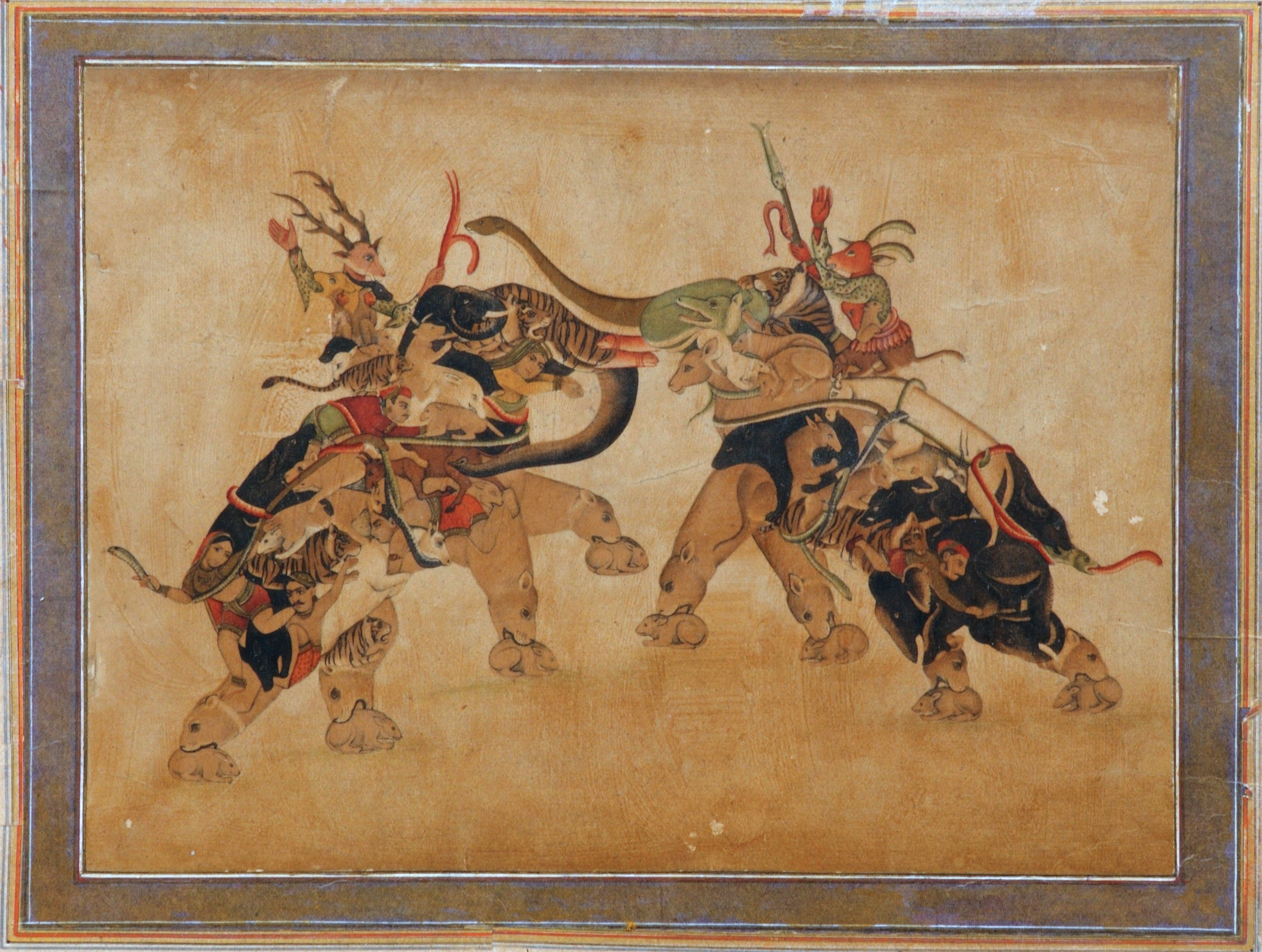
معركة الفيلة، ديكان، الهند، القرن التاسع عشر، متحف سالار جونغ. الأشكال المركبة عبارة عن مزيج من البشر والحيوانات، بما في ذلك البرونتوصور الموجود على خرطوم الفيل على اليمين.

الرسم المصغر المركب هو أسلوب رسم كان سائداً في الهند وبلاد فارس. في هذا الأسلوب، يتم دمج التمثيلات المرسومة لحيوانات مختلفة، أو للحيوانات والبشر، لتكوين صورة أكبر داخل اللوحة.
يوجد العديد من المخلوقات الأسطورية في الهند وبلاد فارس أين تندمج صور الحيوانات والبشر، على سبيل المثال يالي في الهندوسية والبراق في بلاد فارس.  ويظهر مفهوم مماثل في العديد من اللوحات المنمنمة، خاصة من التقاليد المغولية والديكانية . توجد أمثلة أخرى في مدارس راجبوت ومرشد آباد ودلهي.  تُظهر معظم الأمثلة شخصيات مصنوعة من عدة شخصيات بشرية وحيوانات مختلفة. 

## الأنماط

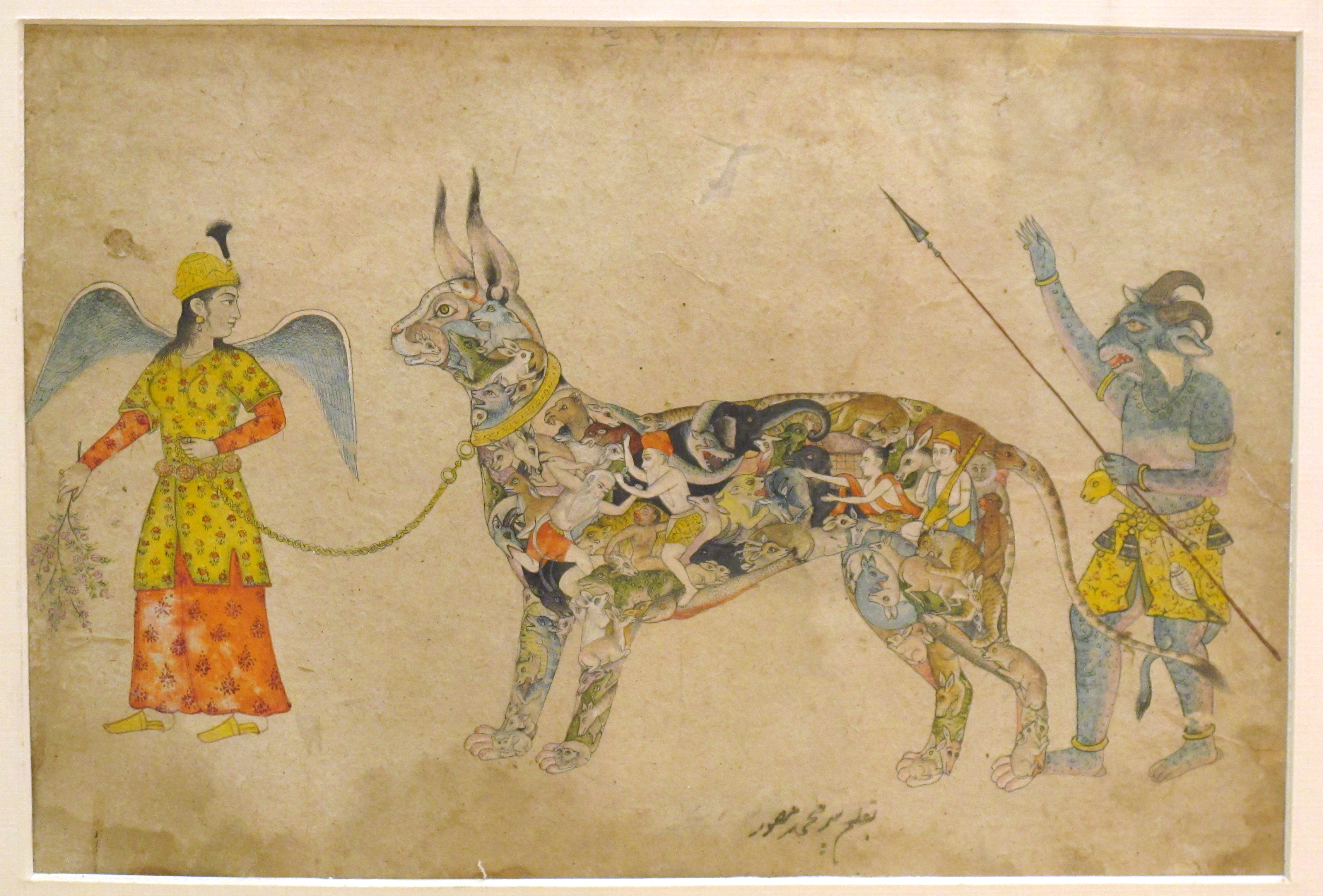
باري (جنية) تحمل حيوانًا مركبًا. لوحة موغال-راجبوت من القرن التاسع عشر من متحف الدولة، بوبال ، ماديا براديش، الهند.

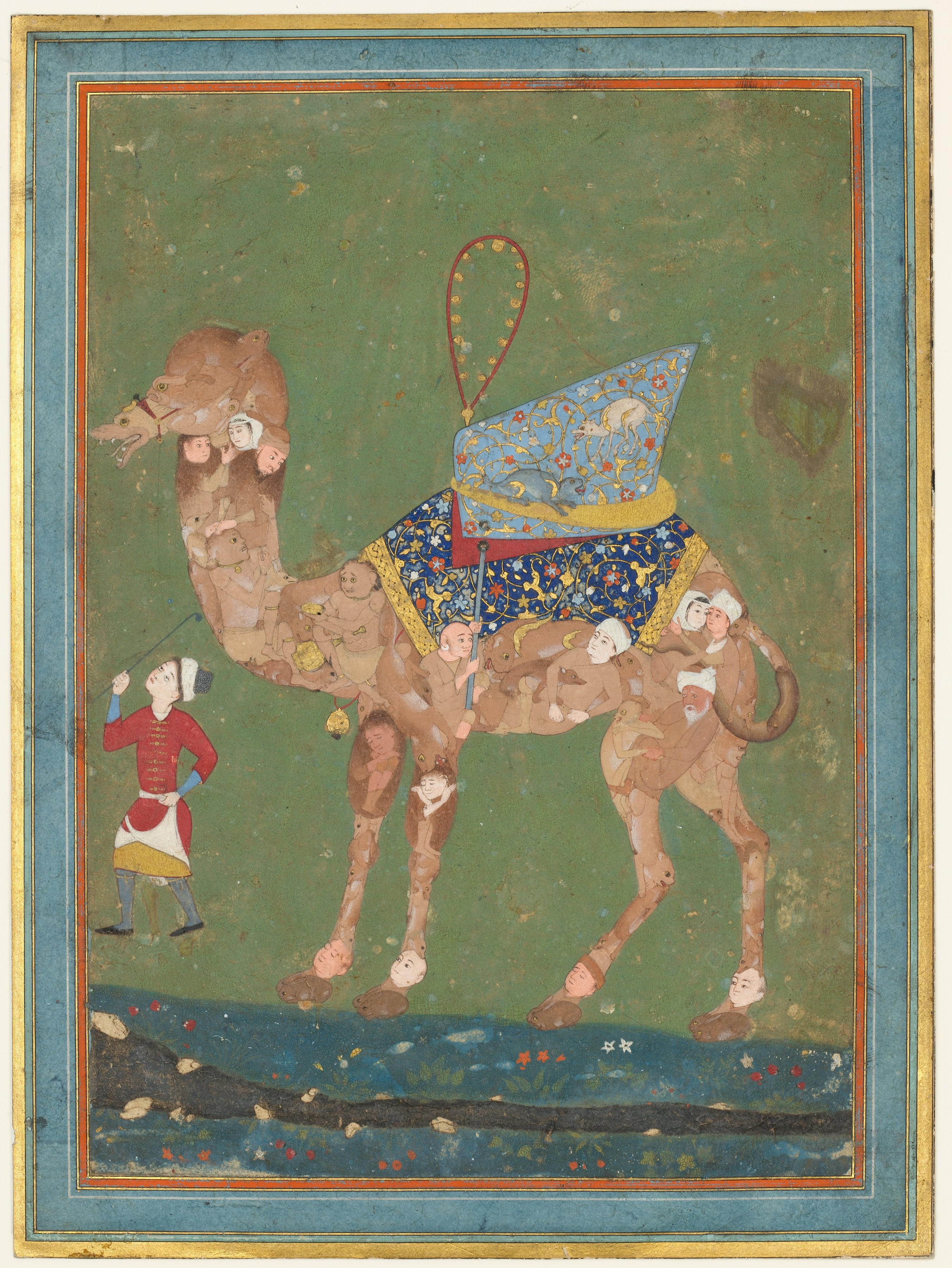
جمل مركب، الربع الثالث من القرن السادس عشر، متحف متروبوليتان للفنون

## صالة عرض

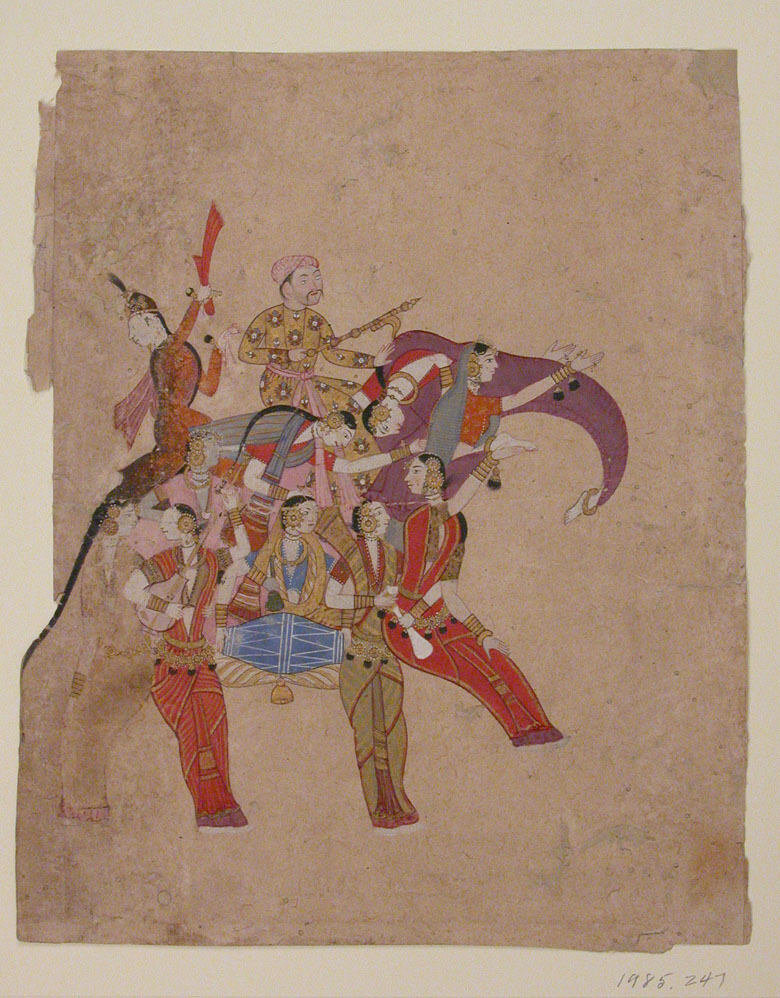
الفيل المركب، القرن السابع عشر، متحف متروبوليتان للفنون
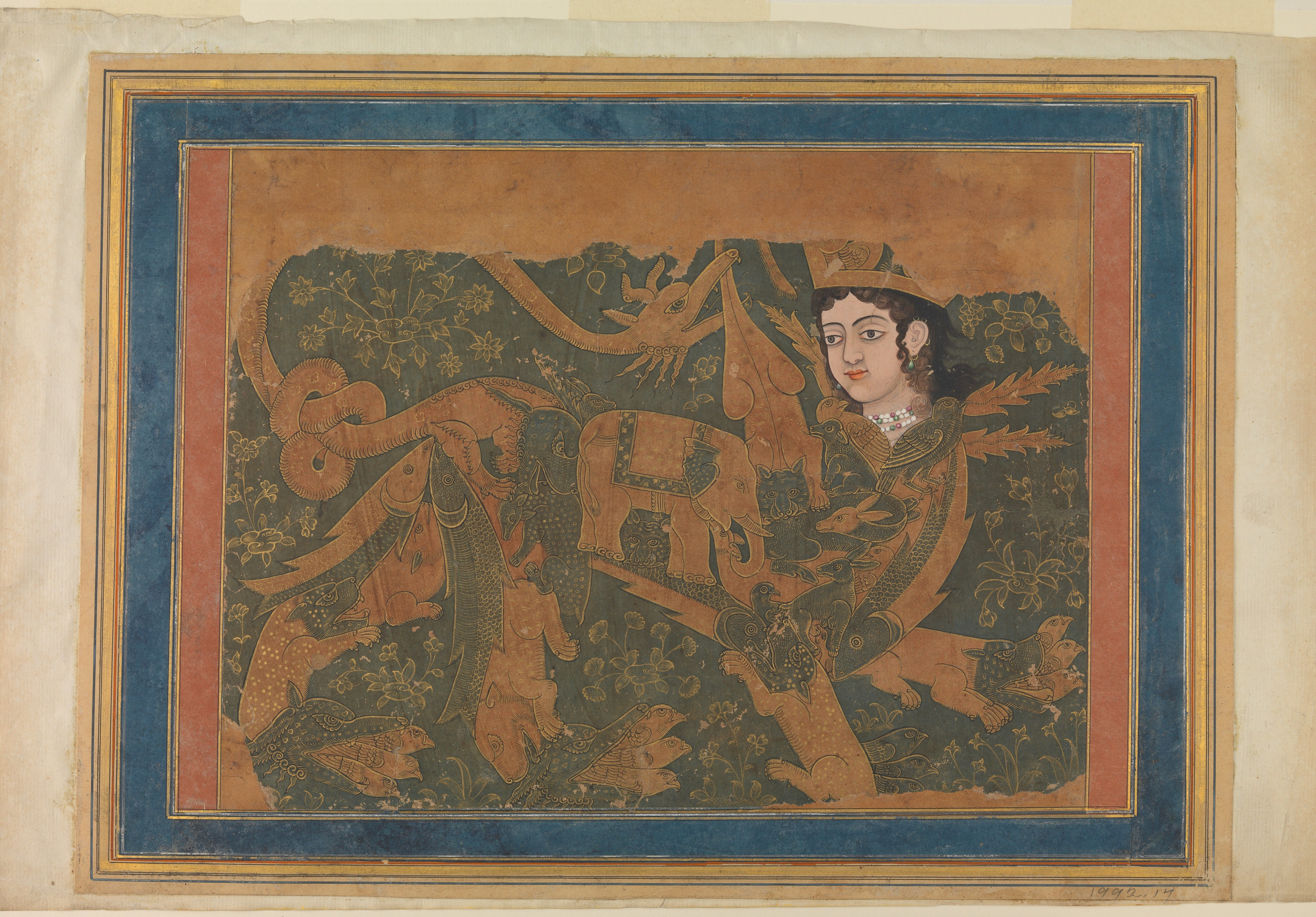
البراق - مخلوق أسطوري، لوحة مركبة، برأس إنسان على مخلوق مركب، 1660-80، متحف متروبوليتان للفنون
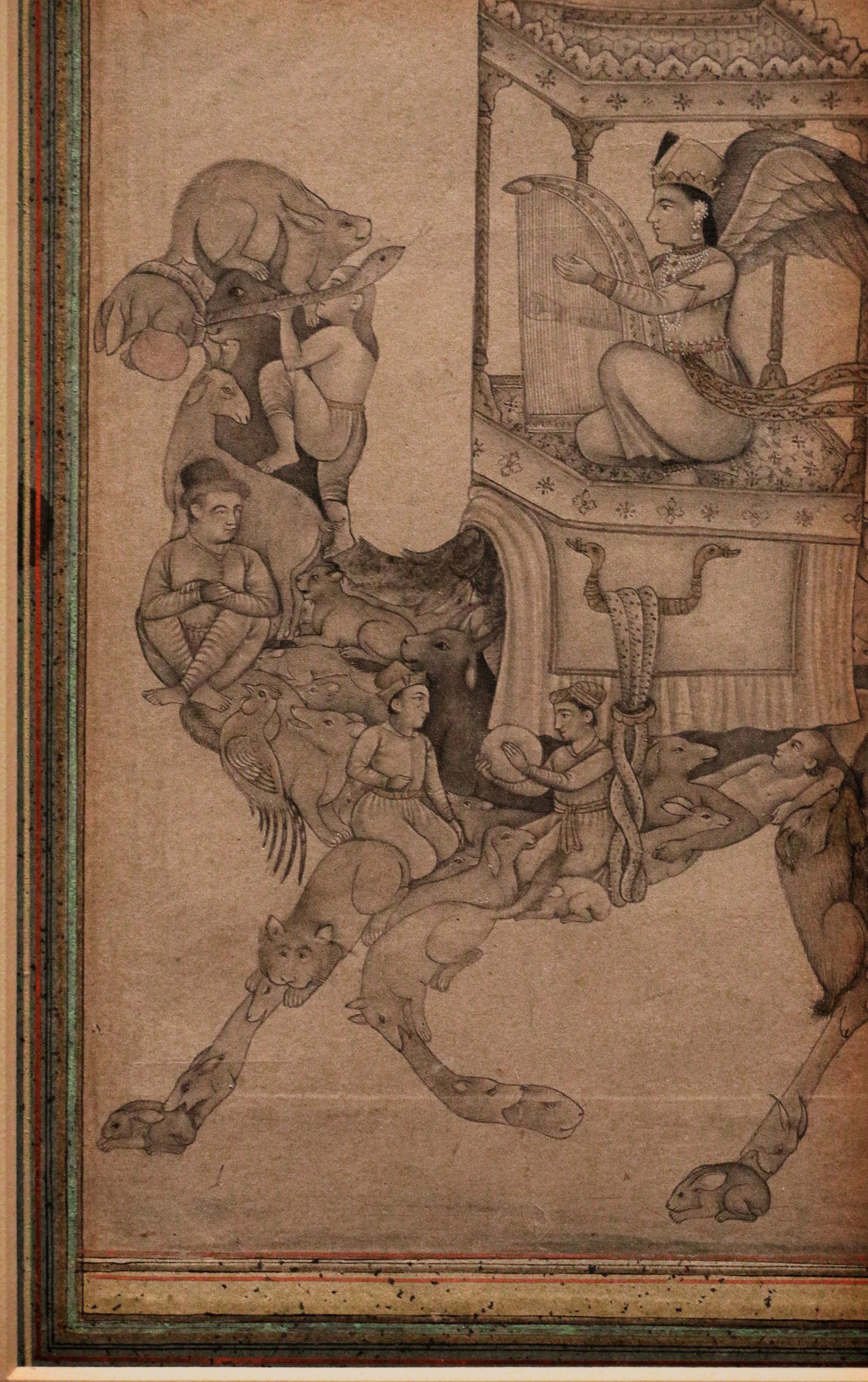
جمل مركب مع حيوانات وبشر يمتطيه راكب، 1700، معهد شيكاغو للفنون
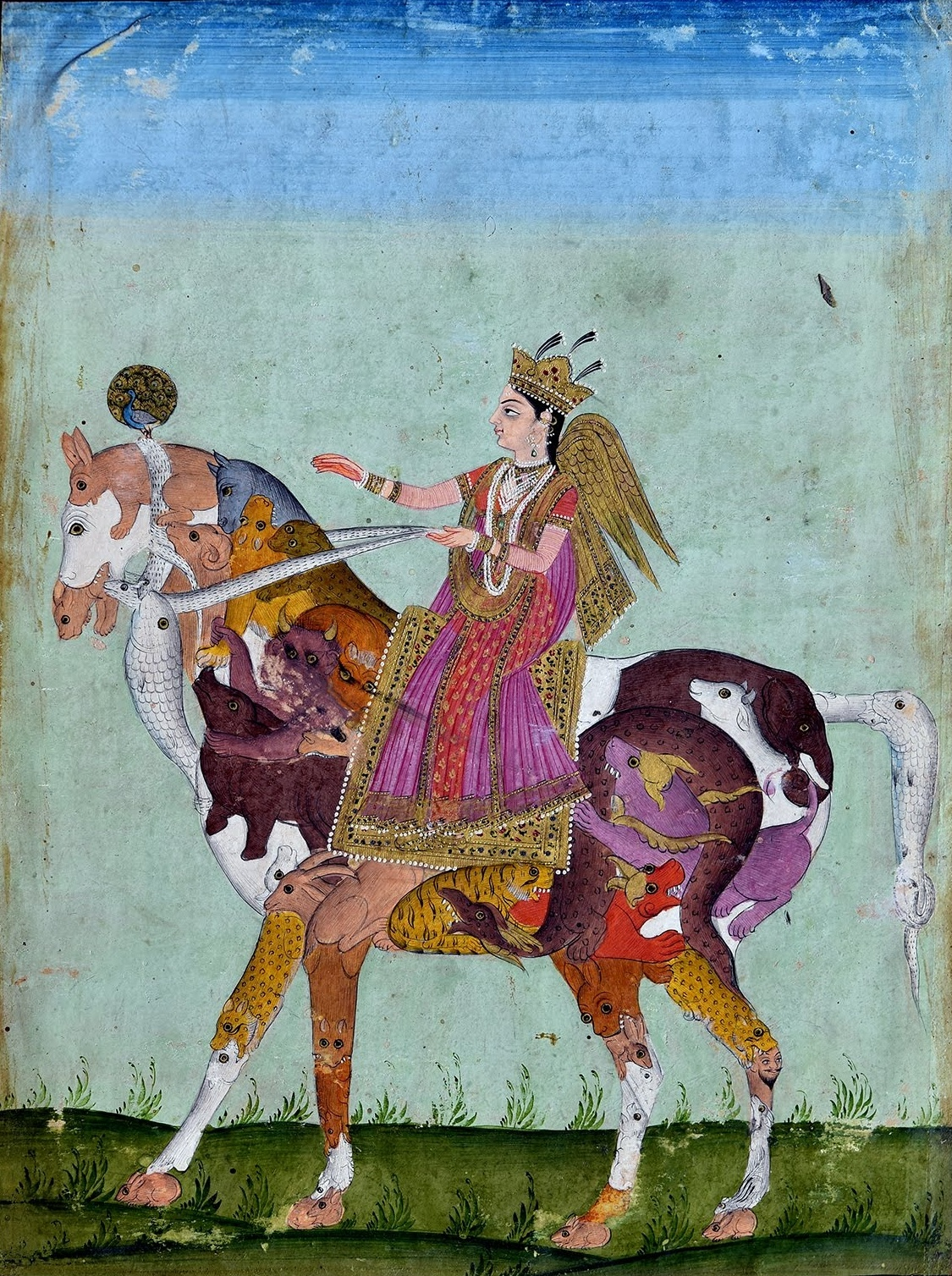
باري (جنية) على حصان مركب، القرن التاسع عشر، متحف سالار جونغ

## روابط خارجية
- اللوحات المركبة على Google للفنون والثقافة